# Pherbellia anubis
Pherbellia anubis är en tvåvingeart som beskrevs av Knutson 1969. Pherbellia anubis ingår i släktet Pherbellia och familjen kärrflugor. Inga underarter finns listade i Catalogue of Life.